# Parque nacional de Puurijärvi-Isosuo

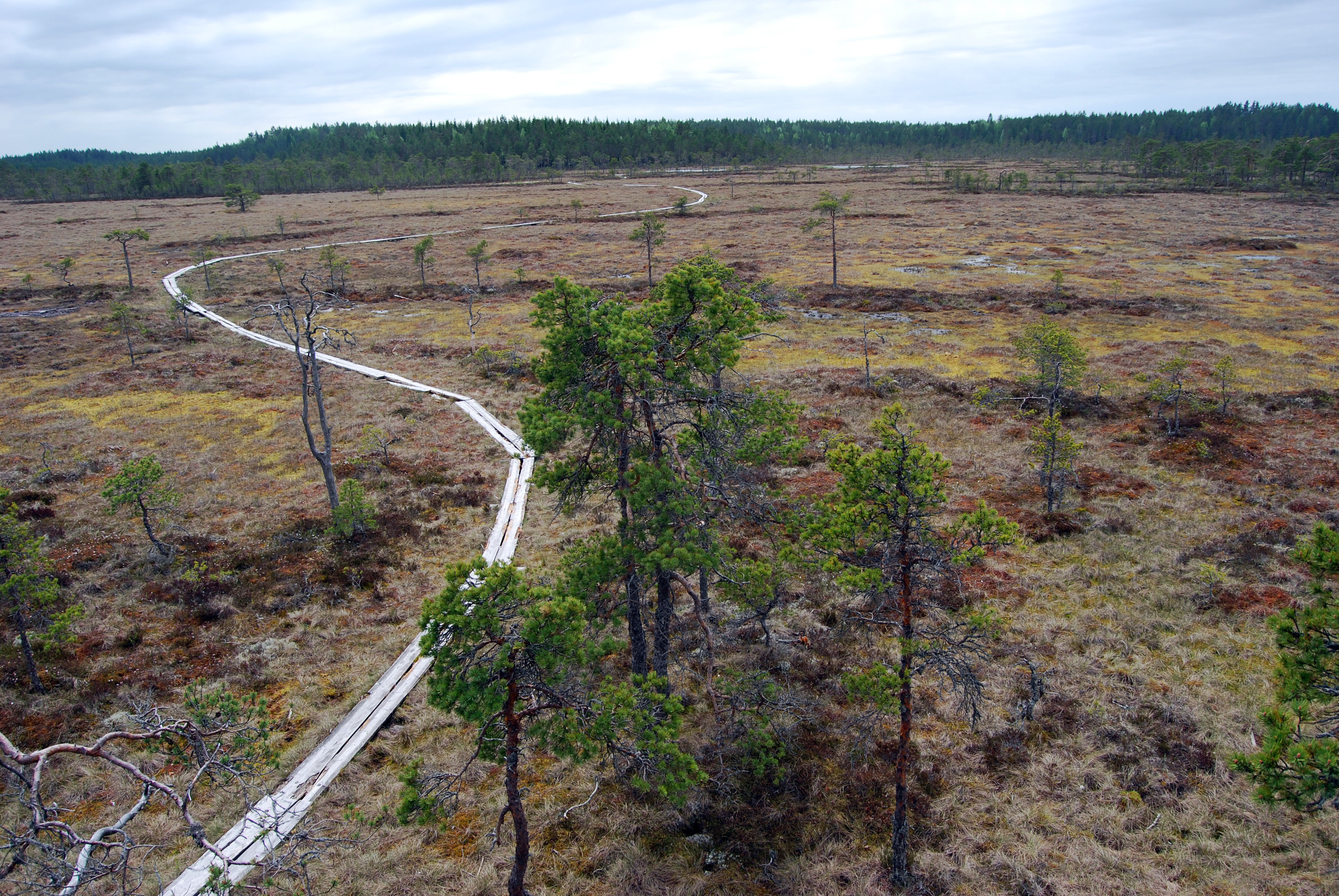
Vista de la turbera de Isouso

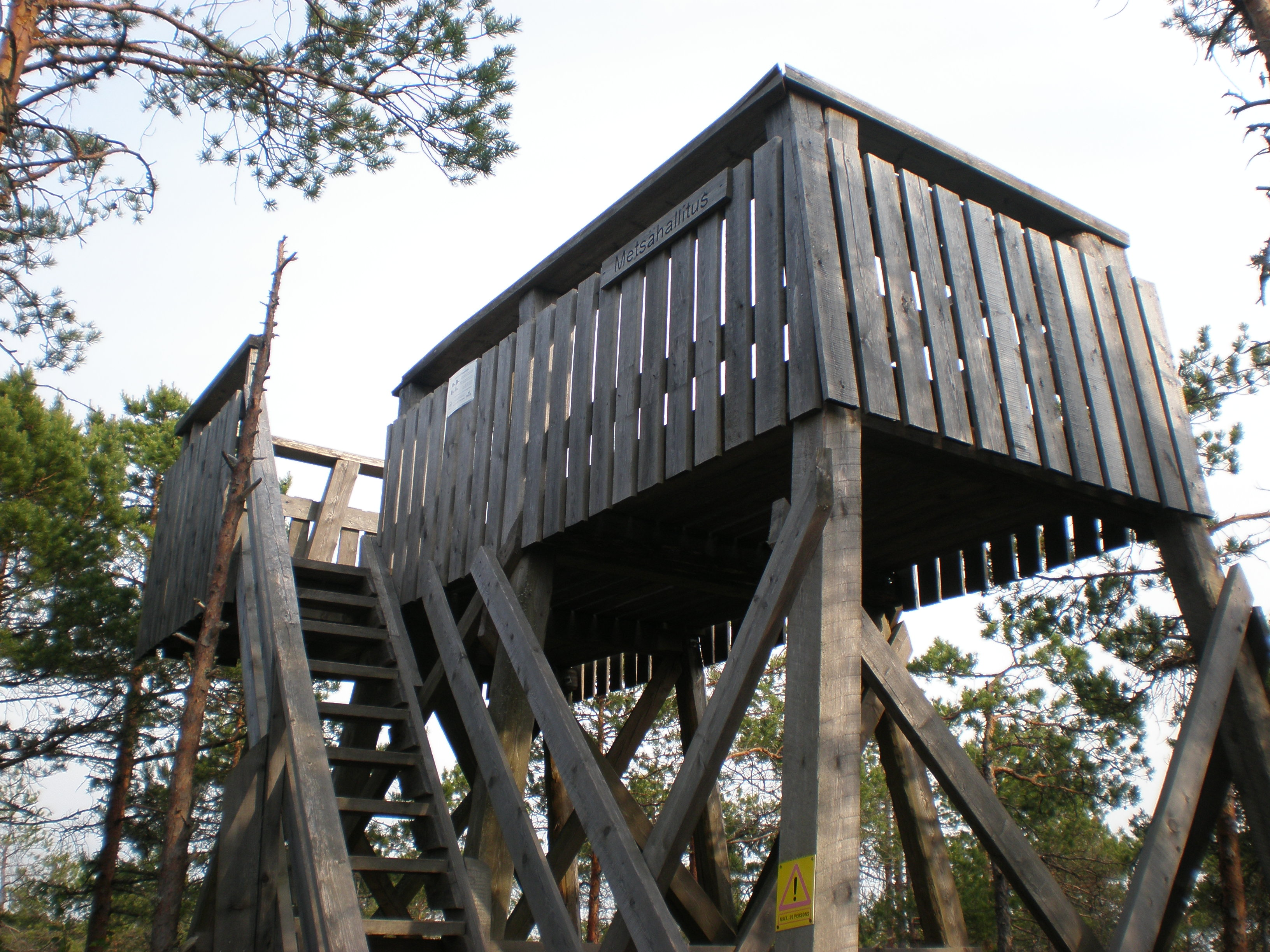
Torre de observación en Puurijärvi-Isosuo

El Parque nacional de Puurijärvi-Isosuo (en finlandés: Puurijärven ja Isosuon kansallispuisto) se encuentra en las regiones de Pirkanmaa y Satakunta de Finlandia. Fue establecido en 1993 y tiene una extensión de 27 km². El área consiste principalmente en grandes áreas pantanosas y el lago Puurijärvi. Las riberas del río Kokemäenjoki se encuentran aquí en estado casi natural.

## Características
El lago Puurijärvi (4,5 km²) está casi enteramente cubierto de vegetación. En su superficie crecen cárices (Carex), carrizos (Phragmites australis) y colas de caballo (Equisetum). En las orillas del lago, hay praderas y matorrales en zonas de inundación. 
Es uno de los lagos finlandeses con mayor número de aves y se ha propuesto su inclusión en la Lista Ramsar de Humedales de Importancia Internacional.
Las ciénagas de Puurijärvi-Isosuo forman parte de la zona de turberas elevadas de Finlandia. Los centros yermos de las ciénagas, formados por una gruesa capa de Sphagnum, se elevan varios metros por encima de los bordes húmedos, más exuberantes. En el centro crecen unos pocos pinos, las zonas limítrofes fueron drenadas antes de crear el parque y después han sido restauradas. El propio lago de Puurijärvi ha sido restaurado, excavando en su interior para crear zonas de aguas abiertas y evitar que su nivel ascienda demasiado, perjudicando la vegetación de ribera. El plan en 2014 era crear unas 25 ha de aguas abiertas.
Las turberas de Isosuo y Ronkansuo están despejadas y llenas de charcas. Korkeasuo, Kiettareensuo y Aronsuo son más secas e intrincadas. Los bordes de Isosuo y Korkeasuo Mires están formados por la ribera del río Kokemäenjoki en su estado natural. Alrededor de las ciénagas, hay algunos bosques que crecen en suelo mineral.

## Flora y fauna
La vegetación de ciénaga es más hermosa a principios del verano, cuando, por ejemplo, florecen el romero de pantano (Andromeda polifolia), el té de pantano (Rhododendron tomentosum) y la zarzamora de los pantanos (Rubus chamaemorus). Junto a las pasarelas de madera también se pueden observar plantas carnívoras: la drosera de hoja redonda o rocío de sol (Drosera rotundifolia) y la drosera grande (Drosera anglica). A lo largo del sendero que va al lugar de la fogata en la ciénaga o turbera de Isosuo, también se puede aprender sobre la excavación de turba.
En las aguas abiertas se encuentra el nenúfar amarillo, en cuyas hojas en forma de corazón pueden verse zapateros y escarabajos del nenúfar amarillo (Galerucella nymphaeae), que se comen las hojas. destaca la abundancia de libélulas, el mayor depredador de los insectos.
Entre las aves, destaca el bisbita pratense, la lavandera boyera, el chorlito dorado común, el andarríos bastardo, el alcaudón norteño y el colimbo chico. En otoño y primavera, pasan por el parque bandadas de grullas, así como gansos y cisnes, y cientos de ánsares campestres. En los prados en torno al lago, anidan el avetoro común, el cisne cantor, el aguilucho lagunero occidental y el más raro en esta zona fumarel común. Más arriba se encuentra el águila pescadora, el alcotán europeo y el pigargo europeo, que sobrevuela los lagos en busca de ratas almizcleras y peces. En las orillas de las ciénagas y turberas se practica el pastoreo con ganado vacuno.